# Sébastien Roth
Sébastien Roth (ur. 1 kwietnia 1978 w Boncourt) – szwajcarski piłkarz występujący na pozycji bramkarza.

## Kariera klubowa
Sébastien Roth zawodową karierę rozpoczynał w 1999 roku w zespole Servette FC. W 2001 roku zdobył z nim Puchar Szwajcarii. Miejsce w podstawowej jedenastce wywalczył sobie jednak dopiero w sezonie 2003/2004, kiedy to rozegrał 36 ligowych pojedynków. Z powodu olbrzymich długów Servette, działacze klubu zdecydowali się na sprzedaż szwajcarskiego bramkarza oraz wielu innych zawodników z drużyny.
W 2005 roku Roth trafił ostatecznie do francuskiego FC Lorient, w barwach którego wystąpił w 11 meczach Ligue 2. Kolejnym zespołem w karierze Rotha był Yverdon-Sport FC. 17 czerwca 2007 roku Szwajcar został natomiast zawodnikiem FC Schaffhausen. Grał tam do 2009 roku, kiedy to podpisał kontrakt z FC Le Mont. Rok później przeniósł się do Étoile Carouge FC. W 2013 roku zakończył tam karierę.
W pierwszej lidze szwajcarskiej rozegrał 71 spotkań.

## Kariera reprezentacyjna
W 2004 roku Roth został powołany przez Jakoba Kuhna do reprezentacji Szwajcarii na mistrzostwa Europy. W kadrze znalazł się jednak tylko dlatego, że jeden z wcześniej powołanych bramkarzy doznał kontuzji. Na Euro Szwajcarzy zajęli ostatnie miejsce w swojej grupie i odpadli z turnieju. Sam Roth na portugalskich boiskach pełnił rolę trzeciego golkipera i nie zagrał w żadnych ze spotkań.